# 小行星3630
小行星3630（英語：3630 Lubomir）是一颗围绕太阳公转的小行星。1984年8月28日，安東寧·姆爾科斯在克列特发现了此天体。
这颗小行星的绝对星等为322.74678等。